# 1692 en littérature
| Années de la littérature : 1689 - 1690 - 1691 - 1692 - 1693 - 1694 - 1695    |
| Décennies de la littérature : 1660 - 1670 - 1680 - 1690 - 1700 - 1710 - 1720 |

Cet article présente les faits marquants de l'année 1692 en littérature.

## Événements
- 23 décembre : Nahum Tate devient poète lauréat en Angleterre[1]. Thomas Rymer est nommé historiographe du roi[2].

- Gottfried Wilhelm Leibniz écrit Animadversiones in partem generalem Principiorum Cartesianorum, analyse critique de  la philosophie de Descartes[3].
- Mem et Zîn, poème épique kurde composé par Ahmed Khani[4].

## Parutions
- 12 janvier : achevé d’imprimer de l'ouvrage de Marie-Catherine d'Aulnoy, Histoire de Jean de Bourbon, Prince de Carency, vol. 1, Paris, Jean Guinard, 1692 (présentation en ligne), vie de Jean de Bourbon-Carency en trois volumes.

- Anne Conway, The Principles of the Most Ancient and Modern Philosophy, London, Peter Loptson, 1692 (présentation en ligne), posthume, traduction de l'édition latine de 1690.
- Le juriste et théologien Edmund Gibson traduit et publie la Chronicon Saxonicum, Oxford (présentation en ligne), l'une des premières éditions de la Chronique anglo-saxonne.